# La Beauté d'Hélène
La Beauté d'Hélène (The Face of Helen) est une nouvelle fantastique d'Agatha Christie mettant en scène Harley Quinn et M. Satterthwaite.
Initialement publiée en avril 1927 dans la revue The Story-Teller au Royaume-Uni, cette nouvelle a été reprise en recueil en 1930 dans The Mysterious Mr Quin au Royaume-Uni et aux États-Unis. Elle a été publiée pour la première fois en France dans le recueil Mr Quinn en voyage en 1969.
Le titre « La Beauté d'Hélène » fait référence à la beauté du visage du seul personnage féminin de la nouvelle, Gilian West (beauté comparée à Hélène de Troie, célèbre pour sa beauté).

## Personnages
- M. Satterthwaite : sexagénaire, amateur d'énigmes policières.
- Harley Quinn : homme mystérieux (rôle secondaire dans le récit).
- Gilian West : jeune femme ; chanteuse ; fiancée à Charlie Burns.
- Charlie Burns : salarié d'une compagnie de navigation ; fiancé à Gilian West.
- Philip Eastney : chimiste ; amoureux de Gilian West.

## Résumé
La nouvelle est composée de trois courts chapitres. 
- Mise en place de l'intrigue

Gilian West doit se marier avec Charlie Burns. Toutefois, un autre homme, Philip Eastner, est tombé amoureux d'elle et la poursuit de ses assiduités. Il lui a d'ailleurs offert un vase en cristal avec, posé sur l'ouverture, une sorte de gigantesque bulle de savon. M. Satterthwaite se demande comment ce « triangle amoureux » va se terminer (chapitre 1).
- Aventure

Quelque temps plus tard, Satterthwaite apprend qu'une retransmission de radio va avoir lieu. Le ténor va pousser un tel son qu'il pourrait casser un verre. M. Satterthwaite a un flash : il fonce chez Gilian West, la trouve chez elle et la fait sortir de son domicile au moment où le ténor va pousser son fameux son. La gigantesque bulle de savon posée sur le vase en cristal offert par Philip Eastner se brise, répandant un poison mortel dans la maison (chapitre 2). 
- Dénouement et révélations finales

M. Satterthwaite a permis d'éviter le meurtre de la jeune femme par l'amoureux éconduit. Quand M. Satterthwaite se rend chez Philip Eastner, ce dernier vient de se suicider en se noyant dans la Tamise (chapitre 3).

## Publications
Avant la publication dans un recueil, la nouvelle avait fait l'objet de publications dans des revues :
- en avril 1927, au Royaume-Uni, no 5 de la série « The Magic of Mr Quin », dans le no 240 de la revue The Story-Teller[1] ;
- au printemps 1953, aux États-Unis, dans le no 1 (vol. 1) de la revue The Saint Detective Magazine[2] ;
- en février 1955, au Royaume-Uni, dans le no 1 (vol. 4) de la revue The Saint Detective Magazine (UK)[3] ;
- à l'été 1955, au Royaume-Uni, dans le no 55 de la revue Holiday Clubman[4] ;
- en juillet 1955, en France, dans le no 5 de la revue Le Saint détective magazine[5].

La nouvelle a ensuite fait partie de plusieurs recueils :
- en 1930, au Royaume-Uni et aux États-Unis, dans The Mysterious Mr Quin[1] (avec 11 autres nouvelles) ;
- en 1969, en France, dans Mr Quinn en voyage (avec 5 autres nouvelles) ;
- en 1991, en France, dans Le Mystérieux Mr Quinn (réédition fusionnant les deux recueils de 1969, Le Mystérieux Mr Quinn et Mr Quinn en voyage).

## Adaptation
- 2010 : pièce radiophonique diffusée dans l'émission Afternoon Readings de BBC Radio 4, avec Martin Jarvis[6].